# متعددة حدود مميزة
في الجبر الخطي، متعددة حدود مميزة (بالإنجليزية: Characteristic polynomial)‏ لمصفوفة مربعة هي متعددة حدود ثابتة لا تتغير عندما تعوض المصفوفة بمصفوفة مشابهة لها، وجذورها هن القيم الذاتية لهذه المصفوفة.
من خصائص متعددة الحدود المميزة لمصفوفة أن من معاملاتها أثر هذه المصفوفة ومحددها، نظرا إلى صيغ فييت وإلى كون أثر مصفوفة هو مجموع القيم الذاتية وكون محددها هو جداؤهن.

## تعريف رسمي
لتكن المصفوفة A بُعداها n×n. متعددة الحدود المميِزة لهذه المصفوفة، والتي يُرمز إليها ب pA(t) هي متعدد حدود عُرفت كما يلي:
{\displaystyle p_{A}(t)=\det \left(t{\boldsymbol {I}}-A\right)}
حيث I تشر إلى مصفوفة الوحدة ذو البعد n×n.

## أمثلة
لنفترض أنه يُراد حساب متعددة الحدود المُميزة للمصفوفة
{\displaystyle A={\begin{pmatrix}2&1\\-1&0\end{pmatrix}}.}
نحسب محدد المصفوفة التالية
{\displaystyle tI-A={\begin{pmatrix}t-2&-1\\1&t-0\end{pmatrix}}} التي هي {\displaystyle (t-2)t-1(-1)=t^{2}-2t+1\,\!,}، هي إذن متعددة الحدود المُميزة للمصفوفة أعلاه.